# El manuscrito carmesí
El manuscrito carmesí es una novela histórica de Antonio Gala publicada en 1990.

## Sinopsis
El libro narra la vida de Boabdil, el último rey nazarí de Granada, su angustia y debilidad al ir constatando la decadencia de su reino y su inminente caída. La obra describe la mala relación de sus padres, y el amor que siente por otros personajes de la corte. Su autor muestra simpatía hacia el personaje, a quien considera injustamente tratado por la historiografía oficial.

## Premios
Esta novela obtuvo el Premio Planeta 1990.